# Zuid-Koreaans olympisch voetbalelftal (mannen)
Het Zuid-Koreaanse olympisch voetbalelftal is de voetbalploeg die Zuid-Korea vertegenwoordigt op het mannentoernooi van de Olympische Spelen en de Aziatische Spelen.

## Historie Oost-Aziatische Spelen
¹ eigenlijk derde, maar verliezend finalist Australië nam als gast deel buiten mededinging

## 1948: Koreaans elftal
Het Koreaans elftal speelde haar allereerste officiële wedstrijd op de Olympische Spelen 1948 in Londen. In de eerste ronde werd Mexico met 5-3 verslagen, maar vervolgens werd met 0-12 van Zweden verloren. Officieel vertegenwoordigde dit elftal geheel Korea, maar de selectie bestond geheel uit spelers uit het zuiden. Ruim een maand later was de scheiding met Noord-Korea officieel een feit.

## 1964-1988: Zuid-Koreaans elftal
Het Zuid-Koreaans elftal wist zich voor de spelen in 1964 in Tokio te plaatsen, maar er werd drie keer ruim verloren. In 1988 vonden de Olympische Spelen in eigen land plaats. Een gelijk spel in de laatste wedstrijd tegen Argentinië zou genoeg zijn geweest voor de kwartfinales, maar er werd met 1-2 verloren.

## Sinds 1992: Zuid-Koreaans elftal onder 23
Sinds de kwalificatie voor de Olympische Spelen 1992 geldt voor mannen dat ze maximaal 23 jaar mogen zijn (met 1 januari van het olympisch jaar als peildatum). Zuid-Korea miste geen enkele kwalificatie meer, en in 2012 werd de bronzen medaille gewonnen.

## Andere toernooien
Het Zuid-Koreaans olympisch elftal vertegenwoordigt Zuid-Korea ook op de Aziatische Spelen, waar de gouden medaille werd gewonnen in 1970 )(gedeeld met Burma), 1978 (gedeeld met Noord-Korea) en 1986. Op de Oost-Aziatische Spelen werd de gouden medaille gewonnen op de eerste twee edities in 1993 en 1997.